# Ascensão e Queda de um Paquera
Ascensão e Queda de um Paquera é um filme brasileiro de 1970, gênero comédia, dirigido por Victor di Mello, com roteiro de Alexandre Pires, baseado em história de Paulo Silvino.

## Sinopse
Alberto Lobo é um jovem inconsequente que mora em São Paulo e só pensa em "paquerar". Seu pai fica contrariado e o envia ao Rio de Janeiro, para que passe uns dias com o antigo amigo dele Dr. François, acadêmico, ginecologista e diretor de maternidade. François mora sozinho em seu apartamento respeitável com a empregada Doralina e Alberto se aproveita para levar mulheres e realizar festas barulhentas, envolvendo-o e a empregada em suas "armações" e brincadeiras. Durante suas paqueras, Alberto conhece na praia as "moças de família" Cláudia e Renata e as atrai para o apartamento dizendo ser um produtor teatral em busca de atrizes para uma peça. E que François é o diretor. Depois de muita confusão, Alberto percebe que se apaixonara por Cláudia mas a moça descobre suas mentiras e não quer mais nada com ele.

## Elenco
- Cláudio Cavalcanti...Alberto Lobo
- Mário Benvenutti...Dr. François Miranda
- Dilma Lóes...Cláudia
- Valentina Godoy...Doralina, a empregada
- Henriqueta Brieba...Dona Chiquinha, avó de Cláudia
- Urbano Lóes...Padre Mário
- Kléber Santos...Juca, escritor teatral
- Monique Lafond...Renata, amiga de Cláudia